# Anne Griese
Anne Griese (* 19. Mai 1963 in Düsseldorf) ist eine ehemalige deutsche Leichtathletin.

## Sportliche Karriere
Anne Griese trat bis 1978 für den SC 1899 Düsseldorf an und danach für den LAV Düsseldorf.
1981 bei den Junioreneuropameisterschaften in Utrecht belegte Anne Griese den vierten Platz über 200 Meter, wobei sie 0,01 Sekunden Rückstand auf die Dritte hatte. Griese trat sowohl mit der 4-mal-100-Meter-Staffel als auch mit der 4-mal-400-Meter-Staffel an und gewann jeweils die Bronzemedaille.
1982 bei den Deutschen Hallenmeisterschaften in Dortmund gewann die 4-mal-200-Meter-Staffel der LAV Düsseldorf mit Marita Feller, Anne Griese, Heike vom Wege und Sabine Everts. Im Sommer bei den Deutschen Meisterschaften 1982 in München siegte die 4-mal-100-Meter-Staffel der LAV Düsseldorf mit Marita Feller, Anke Griese, Sabine Everts und Heike vom Wege.
Anne Grieses Mutter Ilse Jaeger war 1955 Vierte der Deutschen Meisterschaften im Weitsprung, der Vater Richard Griese war Handball- und Basketballnationalspieler.

## Bestleistungen
- 200 Meter: 23,56 Sekunden am 25. Juli 1982 in München
- 400 Meter: 54,38 Sekunden am 28. Juni 1981 In Remscheid